# 1938-as magyar úszóbajnokság
Az 1938-as magyar úszóbajnokság legtöbb versenyszámát júliusban rendezték meg a Nemzeti Sportuszodában.

## Eredmények

### Férfiak
| Versenyszám                                                       | Arany                                                           | Arany   | Ezüst                       | Ezüst   | Bronz                    | Bronz   |
| ----------------------------------------------------------------- | --------------------------------------------------------------- | ------- | --------------------------- | ------- | ------------------------ | ------- |
| 100 m gyorsúszás Döntő: július 23.                                | Csik Ferenc BEAC                                                | 1:00,8  | Kőrösi István Újpesti TE    | 1:01,6  | Zólyomi Gyula Újpesti TE | 1:01,8  |
| 200 m gyorsúszás Döntő: július 24.                                | Gróf Ödön Újpesti TE                                            | 2:16,6  | Lengyel Árpád BEAC          | 2:19,8  | Eleméri Rezső Magyar AC  | 2:20,8  |
| 400 m gyorsúszás Döntő: július 23.                                | Gróf Ödön Újpesti TE                                            | 4:58,6  | Kuhinka Vilmos MOVE Eger SE | 5:06,4  | Dienes BEAC              | 5:14,8  |
| 800 m gyorsúszás Döntő: július 7.                                 | Gróf Ödön Újpesti TE                                            | 10:25,6 | Kuhinka Vilmos MOVE Eger SE | 10:53,6 | Pleplár Szegedi UE       | 11:41,0 |
| 1500 m gyorsúszás Döntő: július 2.                                | Gróf Ödön Újpesti TE                                            | 20:37,8 | Kuhinka Vilmos MOVE Eger SE | 21:04,6 | Pleplár Szegedi UE       | 22:25,0 |
| 100 m hátúszás Döntő: július 23.                                  | Erdélyi György MOVE Eger SE                                     | 1:11,8  | Lengyel Árpád BEAC          | 1:12,8  | Heiser Jenő MOVE Eger SE | 1:14,4  |
| 200 m hátúszás Döntő: július 24.                                  | Lengyel Árpád BEAC                                              | 2:41,6  | Erdélyi György MOVE Eger SE | 2:41,8  | Heiser Jenő MOVE Eger SE | 2:42,0  |
| 100 m mellúszás Döntő: július 23.                                 | Angyal György Újpesti TE                                        | 1:13,6  | Kulcsár Ferencvárosi TC     | 1:16,0  | Fábián Dezső Magyar AC   | 1:17,2  |
| 200 m mellúszás Döntő: július 24.                                 | Angyal György Újpesti TE                                        | 2:51,0  | Fábián Dezső Magyar AC      | 2:55,6  | Borsos MOVE Eger SE      | 2:57,6  |
| 300 m vegyes úszás Döntő:                                         | Heiser Jenő MOVE Eger SE                                        | 4:29,0  | Erdélyi György MOVE Eger SE | 4:38,2  |                          |         |
| folyambajnokság Döntő: augusztus 25.                              | Halassy Olivér Újpesti TE                                       | 46:48   | Páhok István MTK            | 46:51   | Hauser György ETC        | 47:35   |
| folyambajnokság csapat Döntő: augusztus 25.                       | Újpesti TE Halassy Olivér Schäffer Vágó II. Galambos Szigeti I. | 24 pont |                             |         |                          |         |
| 4 × 100 m gyorsváltó Döntő: július 24.                            | Újpesti TE Kőrösi István Nagy Zólyomi Gyula Gróf Ödön           | 4:09,4  | BEAC                        | 4:18,0  | Magyar AC                | 4:29,2  |
| 4 × 200 m gyorsváltó Döntő: július 9.                             | Újpesti TE Angyal György Gróf Ödön Zólyomi Gyula Kőrösi István  | 9:29,0  | BEAC Csik Lengyel Árpád     | 9:43,8  | MOVE Eger SE             | 9:47,8  |
| vegyes váltó 100 m hát, 200 m mell, 100 m gyors Döntő: július 23. | Újpesti TE Farkas Angyal György Kőrösi István                   | 5:08,6  | MOVE Eger SE                | 5:15,4  | BEAC                     | 5:15,4  |

### Nők
| Versenyszám                          | Arany                                                         | Arany  | Ezüst                       | Ezüst  | Bronz                           | Bronz  |
| ------------------------------------ | ------------------------------------------------------------- | ------ | --------------------------- | ------ | ------------------------------- | ------ |
| 100 m gyorsúszás Döntő: július 23.   | Ács Ilona Budapest SE                                         | 1:12,0 | Harsányi Vera MTK           | 1:14,8 | Sándor Éva Ferencvárosi TC      | 1:16,6 |
| 200 m gyorsúszás Döntő: július 24.   | Ács Ilona Budapest SE                                         | 2:41,8 | Harsányi Vera MTK           | 2:49,0 | Sándor Éva Ferencvárosi TC      | 2:59,8 |
| 400 m gyorsúszás Döntő: július 10.   | Ács Ilona Budapest SE                                         | 6:02,2 | Sándor Éva Ferencvárosi TC  | 6:33,8 |                                 |        |
| 100 m hátúszás Döntő: július 24.     | Ács Ilona Budapest SE                                         | 1:26,8 | Győrffy Irén Budapest SE    | 1:27,2 | Sándor Éva Ferencvárosi TC      | 1:31,6 |
| 200 m mellúszás Döntő: július 24.    | Szigethy Wargha Emőke Budapest SE                             | 3:16,6 | Hetényi Magda MTK           | 3:22,0 | Szabó Ágnes Ferencvárosi TC     | 3:33,6 |
| 200 m vegyes úszás Döntő:            | Ács Ilona Magyar AC                                           | 3:12,6 | Felhős Magda Magyar UE      | 3:14,8 | Linhardt Margit Ferencvárosi TC | 3:22,2 |
| folyambajnokság Döntő: augusztus 25. | Molnár Magda Magyar UE                                        | 52:44  | Szabó Ágnes Ferencvárosi TC | 56:21  | Molnár Ágnes Nemzeti SC         | 57:06  |
| 4 × 100 m gyors váltó Döntő:         | Ferencvárosi TC Balogh Linhardt Margit Szabó Ágnes Sándor Éva | 5:23,0 | Budapest SE                 | 5:46,0 |                                 |        |